# Gaspard de Cherville
Gaspard Pécou, marquis de Cherville, né le 11 décembre 1819 à Chartres et mort le 10 mai 1898 à Noisy-le-Roi, est un un journaliste et écrivain français.

## Biographie
Issu d'une ancienne famille noble de la Beauce, fils de Joseph Gaspard Pecou, marquis de Cherville, ancien officier supérieur de cavalerie, chevalier de Saint-Louis, des Deux-Siciles et de Saint-Ferdinand et de la Légion d'honneur et de Charlotte-Louise de Reviers, fille de François, vicomte de Reviers et de Mauny, maréchal des logis-chef des mousquetaires, épousée en 1817.
Gaspard débute assez tard dans les lettres. Dans les années 1850, il collabore avec Alexandre Dumas à une longue série de romans-feuilletons, dont Black, Le Père la Ruine et Les Louves de Machecoul. En 1862, il publie un premier roman sous son nom, les Aventures d'un chien de chasse, bientôt suivi d'un deuxième, sous le pseudonyme de « G. de Morlon », le Dernier Crime de Jean Hiroux. Le vif succès des Aventures d'un chien de chasse lui ont indiqué quelle était sa véritable vocation. 
Retiré à la campagne dans les dernières années de sa vie, il publie ensuite des romans et des récits consacrés à la chasse, à la vie des champs et à l'éducation populaire. Il dirige une publication de luxe intitulée la Vie à la campagne et publie sous le même titre une série de lettres dans Le Temps, dont il a été le collaborateur pendant vingt-huit ans. Il collabore aussi au Sport, à la Chasse illustrée et au Journal des chasseurs et publie des causeries et des nouvelles à divers journaux. Il a préfacé le Nouveau dictionnaire des chasses (1885).
En 1895, l’Académie française lui a décerné le prix Vitet sur la proposition d’Ernest Legouvé, pour sa Vie à la campagne. à l’issue d’un service funèbre célébré à Noisy-le-Roi, il a été inhumé à Chartres.

## Jugements
« Dumas fils me disait du bon et loyal marquis de Cherville : « C'était un des rares collaborateurs de mon père qui l'aient aimé et ne se soient pas montrés ingrats. » »

« Ses chroniques hebdomadaires resteront comme de petites et modestes Géorgiques, où l’on retrouverait un peu de George Sand, de La Fontaine et de Rousseau. Dans ce genre, dont il fut le créateur, M. de Cherville ne sera pas remplacé. »

## Œuvres
- Les Aventures d'un chien de chasse, 1862.
- Le Dernier Crime de Jean Hiroux, Paris, 1862 (lire en ligne sur Gallica).
- Histoire d'un trop bon chien, Paris, J. Hetzel, 1867, 224 p., Gr. in-8º (lire en ligne sur Gallica).
- Pauvres bêtes et pauvres gens, 1869.
- Contes de chasse et de pêche, 1878.
- L'Histoire naturelle en action, contes, récits et aventures, 1878.
- La Vie à la campagne, préface de Jules Claretie, 1879.
- Les Chiens d'arrêt français et anglais, avec Ernest Bellecroix, 1881.
- Muguette. La Cage d'or. Le Bossu de Tymeur. La Laide, 1882.
- La Vie à la campagne, 2e série : Lettres de mon jardin, 1882.
- La Vie à la campagne, 3e série : Fleurs, fruits et légumes, suivi de Calendrier du jardin, 1882.
- Le Marchand d'avoine, 1883.
- Contes d'un buveur de cidre, 1884.
- La Maison de chasse. Montcharmont le braconnier. L'Héritage de Diomède, 1885.
- Le Gibier plume. Les oiseaux de chasse, description, mœurs, acclimatation, chasse, 1885.
- Le Gibier poil. Les quadrupèdes de la chasse, description, mœurs, acclimatation, chasse, 1885.
- Contes d'un coureur des bois, 1886.
- Les Mois aux champs, Paris, 1886 (lire en ligne sur Gallica).
- Au Village, légendes et croquis rustiques, 1887.
- Caporal, histoire d'un chien, 1888.
- Les Chiens et les Chats d'Eugène Lambert, avec une lettre-préface d'Alexandre Dumas, 1888.
- Bêtes et gens, Paris, 1888 (lire en ligne sur Gallica).
- Matador, récit de chasse, 1889.
- Le Mousse, 1889.
- Les Bêtes en robe de chambre, Paris, F. Didot, 1890, 270 p., ill. en noir et en coul. ; in-4º (lire en ligne sur Gallica).
- Les Oiseaux chanteurs, 1891.
- Les Contes de ma campagne, Paris, Firmin-Didot, 1893, 324 p., ill. ; 30 cm (lire en ligne sur Gallica).
- Récits de terroir, Paris, Firmin-Didot, 1893, 314 p., fig. ; in-4º (lire en ligne sur Gallica).
- Nouveaux Contes d'un coureur des bois, Paris, 1893, 380 p., in-12 (lire en ligne sur Gallica).
- Les Éléphants, état sauvage, domestication (ill. Lançon et Bombled), Paris, Firmin-Didot, 1895, 260 p., ill. ; in-8º (lire en ligne sur Gallica).
- Le Monde des champs, Paris, Firmin-Didot, 1898, 249 p., ill. ; 29 cm (lire en ligne sur Gallica).